# 울지마 엄마 (영화)
"울지마 엄마"는 2023년에 개봉한 대한민국의 영화이다.

## 캐스팅
- 김정화
- 정우철
- 김현정
- 최한중
- 김지숙
- 권동진
- 유정임
- 정영숙